# Wappenvereinigung

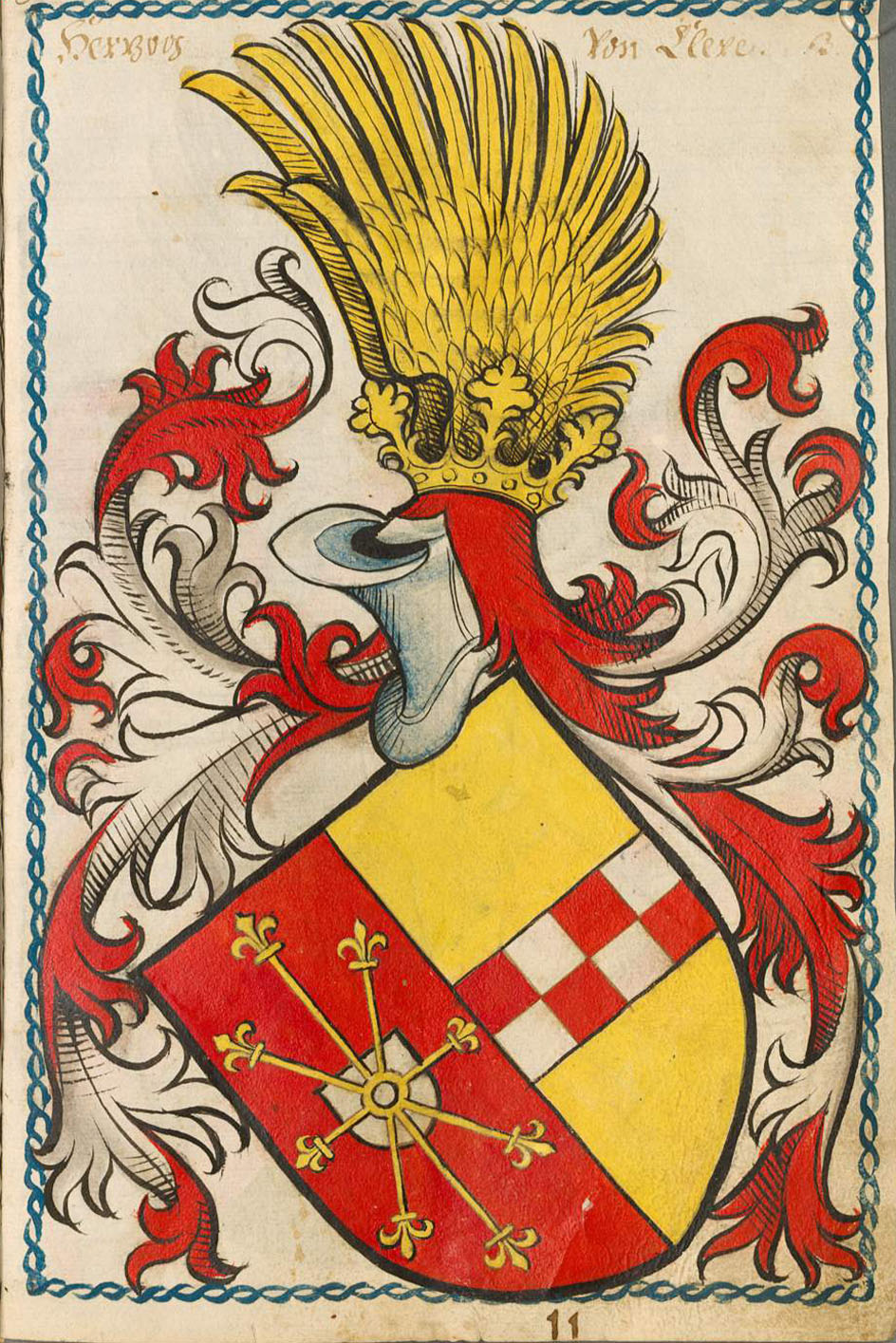
Das Wappen der Familie von der Mark nach Erbanfall der Grafschaft Kleve und der Vereinigung mit der Grafschaft Mark 1398 (Scheiblersches Wappenbuch, um 1480)

Wappen der Grafen von der Mark aus der Zeit nach 1249 (Wappenbuch des westfälischen Adels, 1903)

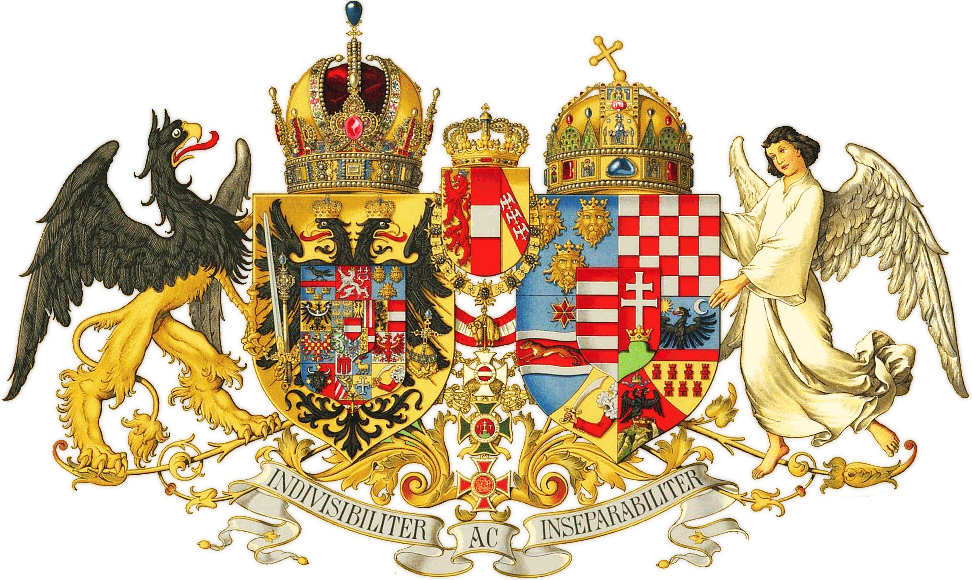
Österreich-Ungarn, Mittleres Wappen, Neuentwurf 1915 (amtlicher Aufriss von Hugo Gerard Ströhl), Farbfassung 1917.
Mit verschiedenen Formen der Wappenvereinigung: Zusammenstellen zweier Staatswappen und eines Hauswappens auf gemeinsamer Basis; Mittelschildauflegungen; vielfältige Zusammenschiebungen von Territorialwappen

Die Wappenvereinigung ist eine Zusammenfügung von zwei oder mehreren Wappen in der Heraldik, um ein gemeinsames Wappenschild zu führen und die Zusammengehörigkeit verschiedener Wappenträger zu dokumentieren. Sie kann aus erblichen Gründen (Adelsfamilien) oder aus politischen Gründen notwendig beziehungsweise gewollt sein. Politische Gründe sind/waren Gebietszu- und -abgänge.
Die Gesamtheit der Regeln über Zusammenstellung eigentlich nicht zusammengehörender Wappen nennt man Courtoisie (Höflichkeit, Ehrenbezeugung).

## Varianten
Mehrere Möglichkeiten haben sich in der Heraldik entwickelt, um diese Forderungen zu erfüllen. Im Einzelnen sind die Möglichkeiten:
Zusammenstellung
- Nebeneinanderstellen von zwei Wappen mit Schildrandberührung oder leichter Überdeckung
- das Schrägstellen mit der Eckenberührung am oberen Schildrand
- Nebeneinanderstellen von zwei Wappen ohne Berührung, aber mit gemeinsamer Basis, mit Seilen oder Schleifen verbunden, oder mit einem gemeinsamen Oberwappen oder gemeinsamen Prachtstücken.

Zusammenschiebung
- Zusammenfügen durch Schildauflegen eines Mittelschilds und Herzschilds
- das Zusammenfügen von geteilten oder gespaltenen Wappen, sogenannte Halbierung
- das Zusammenfügen durch Auflegung in der Art eines Balkens (hier ist auch die Schräglinks- oder Schrägrechtslage des Balkens möglich)
- Besäung des Wappenschilds mit den Bildern des anderen Wappens
- die Freiviertelvariante
- die Quadrierung (Vierung), im ersten und vierten Feld; hier ist die Wappenvereinigung von drei oder vier Wappen möglich; die Herzschildnutzung wird bei dieser Variante gerne gewählt
- Einpfropfung wird das Einfügen einer eingebogenen Spitze zwischen zwei Feldern am selben Platz genannt

## Galerie
